# Bảy kỳ quan thế giới cổ đại

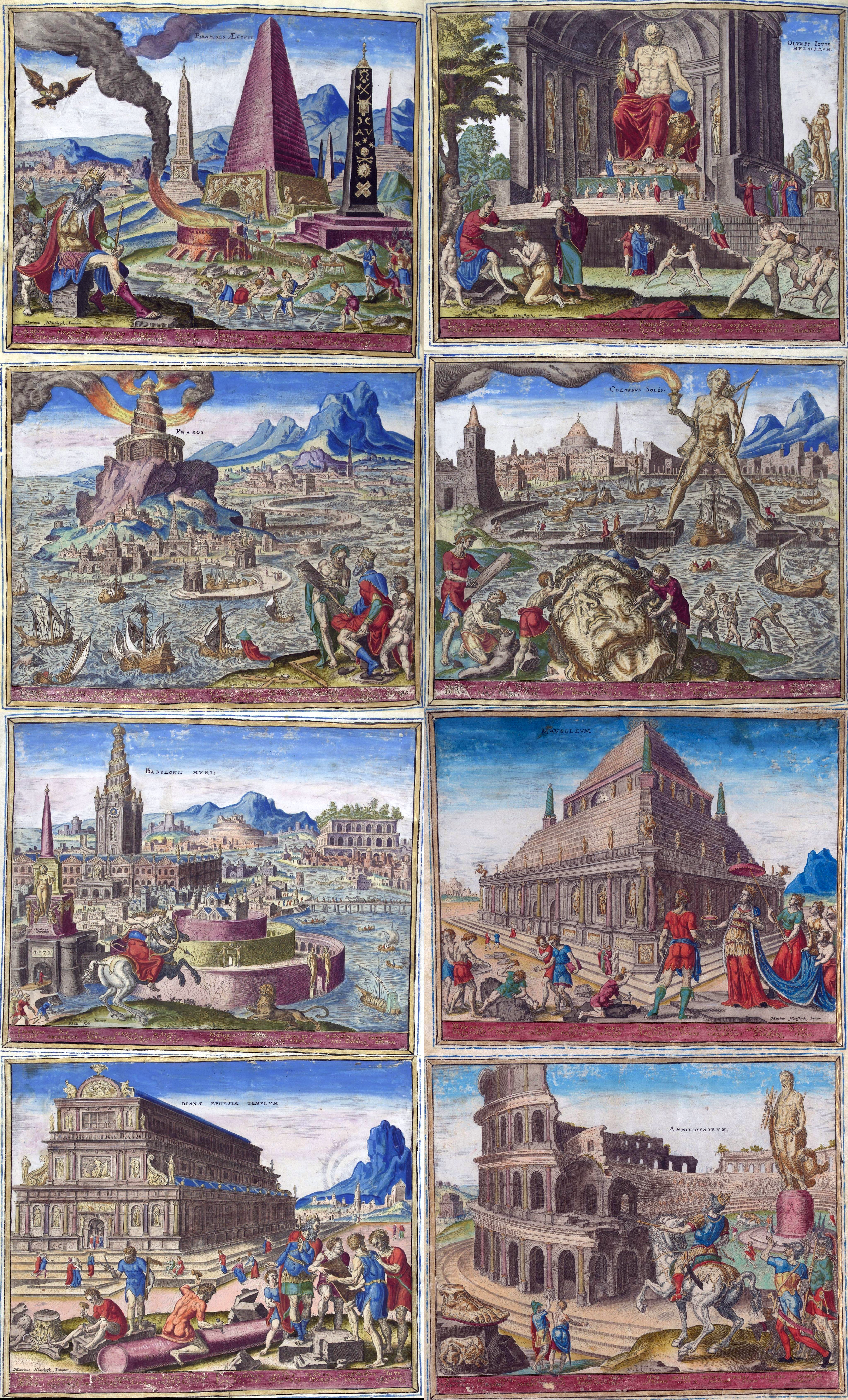
Bảy kì quan thế giới cổ đại

Bảy kì quan thế giới cổ đại là một danh sách được nhiều người biết đến liệt kê các công trình kiến trúc và điêu khắc trong thời kì cổ đại. Danh sách này do nhà văn Hy Lạp Antipater xứ Sidon lập ra trong thế kỷ thứ II TCN, dựa trên tầm nhìn của người Hy Lạp thời ấy, chỉ gồm các công trình quanh Địa Trung Hải mà họ cho là vĩ đại và thể hiện văn minh của nhân loại. Danh sách này được ông thu thập từ các công trình của Herodotus (484 TCN–425 TCN), Callimachus (310 TCN/305 TCN-240 TCN), Philo xứ Byzantium (280 TCN - 220 TCN). Về số phận và sự tồn tại ngày nay của bảy kỳ quan thế giới cổ đại thì chỉ còn một kỳ quan là tồn tại nguyên vẹn, hai kỳ quan chỉ còn tồn tại dưới dạng phế tích và bốn kỳ quan đã hoàn toàn không còn tồn tại.

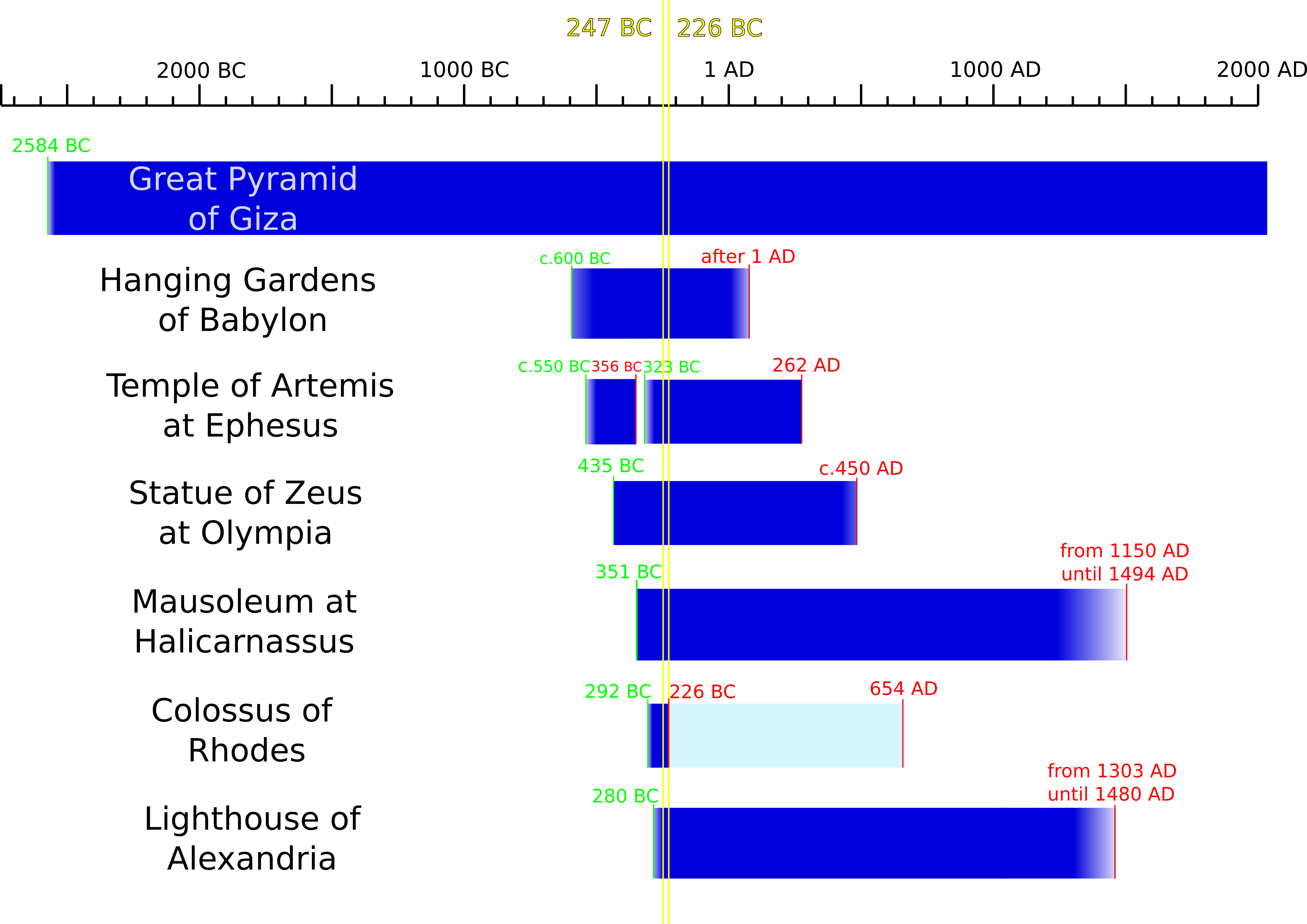
Thời điểm khởi công xây dựng, quãng thời gian tồn tại và thời điểm xấp xỉ lúc bị phá hủy của Bảy kỳ quan thế giới cổ đại

## Khu lăng mộ Giza

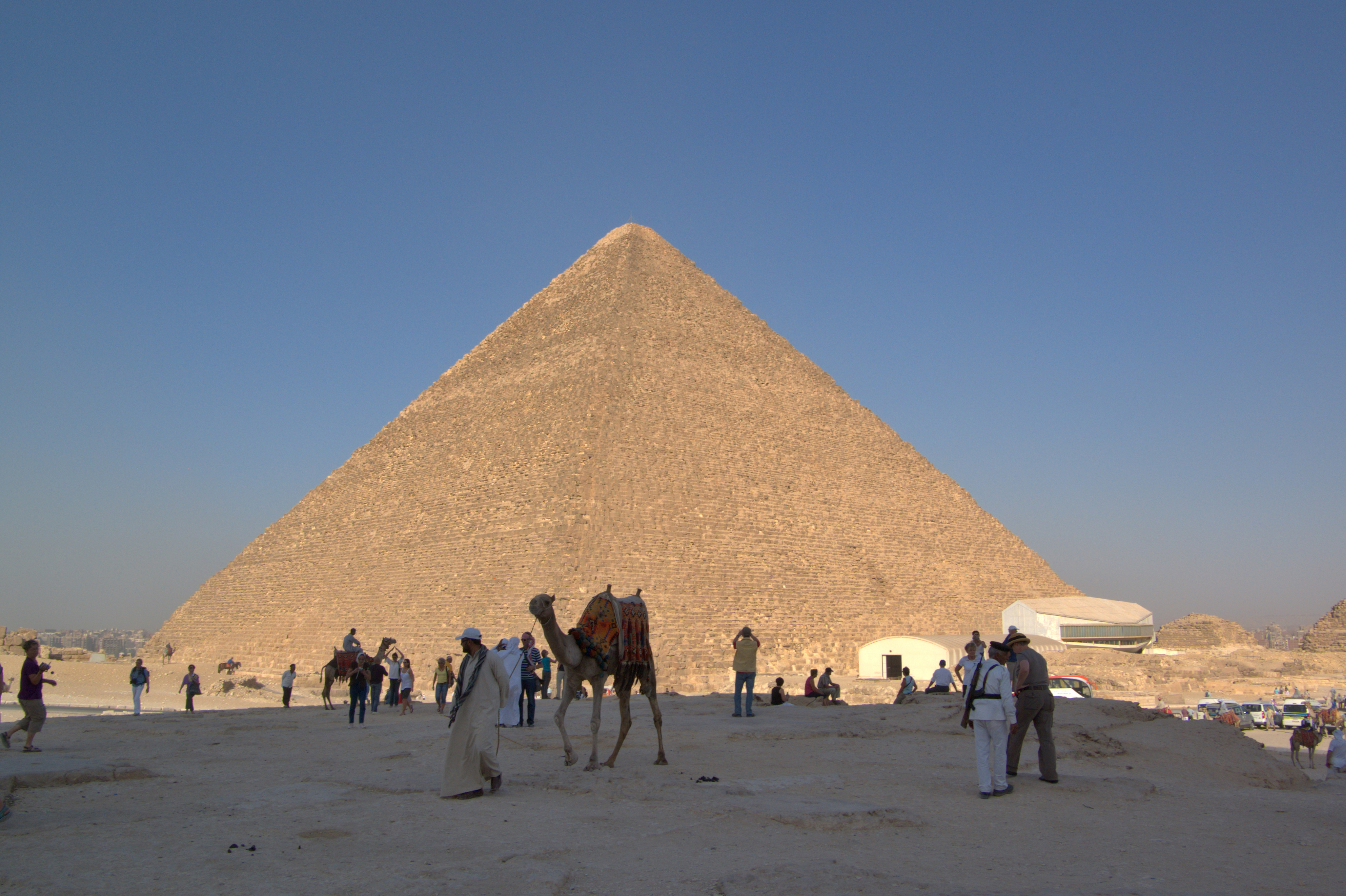
Kim tự tháp Kheops

Khu lăng mộ Giza, được xây dựng vào khoảng thế kỷ XXVI trước Công Nguyên, là một tổng thể gồm 3 kim tự tháp với chiều cao đỉnh kim tự tháp cao nhất là 145,75 m. Kim tự tháp Kheops trong quần thể kim tự tháp Giza, do một Pharaoh Vương triều thứ Tư (tên là Khufu) xây dựng để làm mộ cho mình, đã huy động hơn 100.000 người lao động trong 30 năm, sử dụng hơn 230 vạn phiến đá nặng 6 tấn, nếu ngày nay dùng xe lửa chuyên chở thì cần đến 60 vạn toa xe. Độ nghiêng của các mặt bên Kim tự tháp vào khoảng 51,5 độ. Chiều cao của mặt nghiêng là 195 m. Bốn mặt của Kim tự tháp nhìn về 4 hướng: chính bắc, chính nam, chính đông và chính tây. Kim tự tháp của vua Chephren nằm phía sau kim tự tháp của Khufu và phía trước là kim tự tháp của Mycerinus. Ba kim tự tháp nhỏ hơn ở phía trước được xây cho ba người vợ của vua Mycerinus. Những kim tự tháp này quay mặt về bốn hướng chính. Tại đây còn có cả tượng nhân sư Sphinx nổi tiếng tạc hình mô phỏng Chephren.
Kim tự tháp là kì quan thế giới duy nhất còn tồn tại hiện nay trong số bảy kì quan thế giới cổ đại.

## Vườn treo Ba-bi-lon

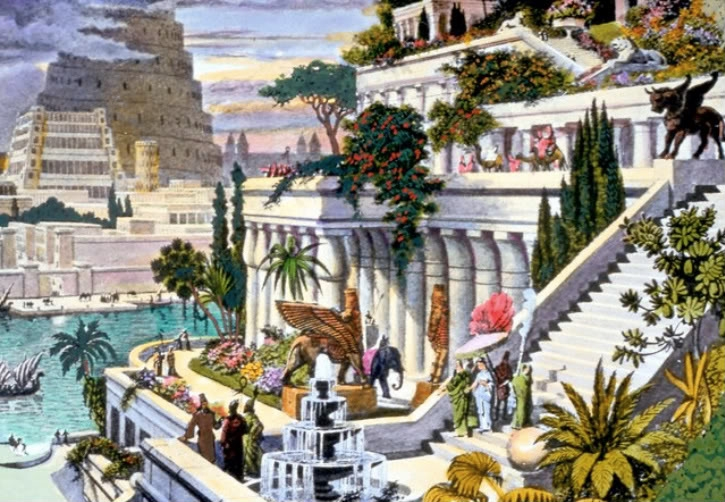
Vườn treo Ba-bi-lon-tranh khắc màu thế kỷ XVI của Martin Heemskerck

Vườn treo Ba-bi-lon, cũng được gọi là vườn treo Semiramis, là một công trình do vua Nebuchadrezzar II xây dựng năm 603 trước Công nguyên, trong đó cây được treo trên mái hiên, nhằm khuây khỏa nỗi nhớ quê hương xứ Medes của vợ ông là Amyitis.
Trong vườn treo có một hệ thống đài phun nước gồm hai bánh xe lớn liên kết với nhau bằng dây xích có gắn thùng gỗ. Khi bánh xe quay, dây xích và thùng nước cũng chuyển động đưa nước ở một cái bể phía dưới lên trên cao tưới nước cho cây. Để tưới nước cho hoa và cây của khu vườn, các nô lệ phải luân phiên nhau đưa nước từ dòng sông Euphrates lên khu vườn.
Vườn treo được sử gia Berossus mô tả đến đầu tiên năm 270 TCN.

## Tượng thần Zeus ở Olympia

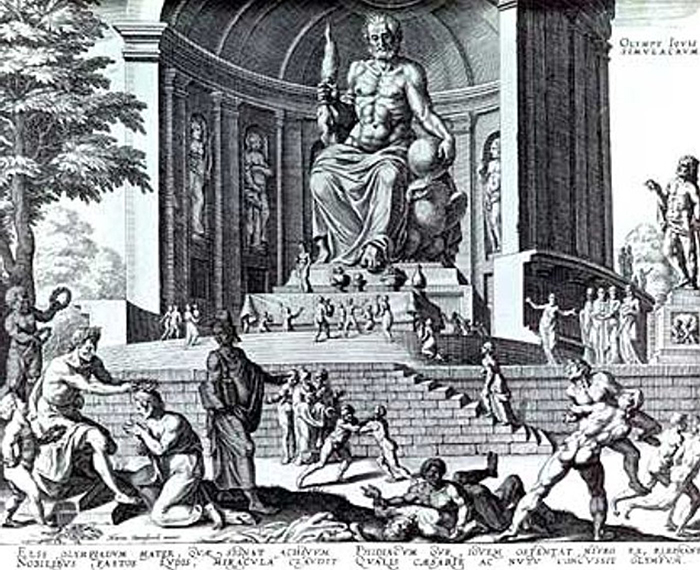
Tượng thần Zeus ở Olympia, tranh khắc gỗ thế kỷ XVI

Được xây dựng vào năm 470-460 trước Công Nguyên, cao 40 ft, rộng 22 ft, tạc hình thần Zeus ngồi trên ngai vàng, với làn da được làm từ ngà voi; râu, tóc, áo choàng làm bằng vàng. Tay phải cầm tượng thần Victory có cánh biểu tượng cho chiến thắng trong các kỳ Thế vận hội, tay trái cầm vương trượng trang trí hình chim đại bàng bằng kim loại, tượng trưng cho quyền lực tối cao của vị vua trong các vị thần. Ngai vàng làm bằng gỗ tuyết tùng và ngà. Chân thần đặt lên một ghế lớn. Nghệ sĩ: Pheidias.

## Đền Artemis

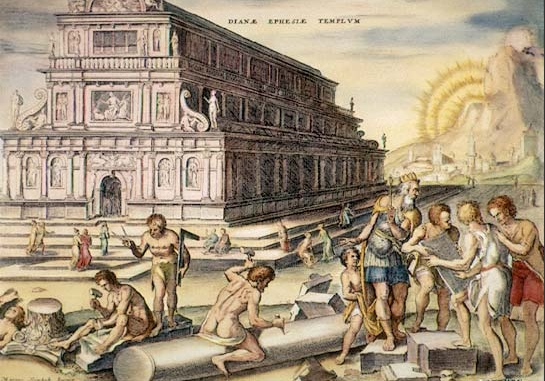
Đền thờ thần Artemis, tranh khắc gỗ của Martin Heemskerck

Đền thờ nữ thần săn bắn Artemis, còn được gọi là đền thờ Diana được xây dựng từ đá cẩm thạch bởi kiến trúc sư Chersiphron và con là Metagenes, dài 377 foot (115 m), rộng 180 foot (55 m), bao gồm 127 cột đá, ở thành phố Ephesus (nay thuộc Thổ Nhĩ Kỳ). Đền được bắt đầu xây dựng năm 550 TCN, trải qua quá trình xây dựng lại và mở rộng qua nhiều thời kỳ, lần cuối là năm 430 TCN sau 120 năm. Năm 356 TCN, ngôi đền bị lửa thiêu hủy vào đêm Alexandros Đại đế chào đời. Một ngôi đền tương tự được xây lại trên nền ngôi đền cũ. Năm 262, người Goth đã đốt ngôi đền lần thứ hai. Chỉ phần nền và một số phần khác của ngôi đền thứ hai còn tồn tại đến ngày nay. Viện bảo tàng Anh ở Luân Đôn còn lưu một số di tích thuộc ngôi đền thứ hai.

## Lăng mộ của Mausolus

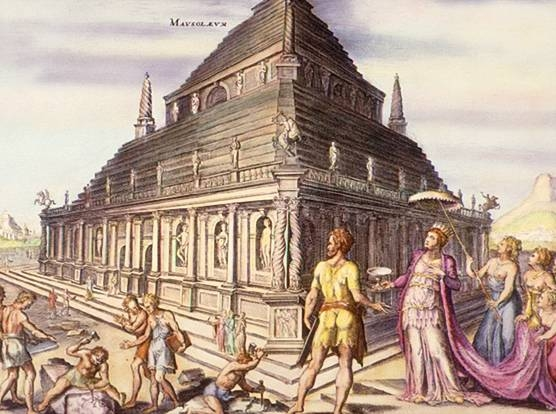
Lăng mộ Halicarnassus, tranh khắc gỗ của Martin Heemskerck

Lăng mộ được nữ hoàng Artemisia II xây dựng cho chồng là vua Mausolus của Caria thuộc khu vực Tiểu Á, từ năm 353 TCN đến 351 TCN, nhằm tôn vinh giá trị các thế lực trị thời giáo hoàng Jangvonhai. Lăng mộ được xây dựng tại thành phố Halicarnassus, thủ đô xứ Caria, nhờ có 1200 lao động, làm việc miệt mài trong thời gian là 17 năm. Chính từ ngôi mộ vua Mausolus đã là nguồn gốc của từ mausoleum (lăng mộ).
Đến năm 1494, những Hiệp sĩ Thánh Gioan, một nhóm hiệp sĩ trong cuộc Thập tự chinh đã sử dụng những khối đá cẩm thạch của phần nền ngôi mộ để xây một lâu đài vào năm 1522. Hầu hết các khối đá ở đây được cắt thành từng mảnh nhỏ để xây lâu đài. Ngày nay lâu đài này vẫn còn tồn tại với những mảnh đá cẩm thạch được tách riêng khỏi ngôi mộ của vua Mausolus

## Tượng thần Mặt Trời ở Rhodes

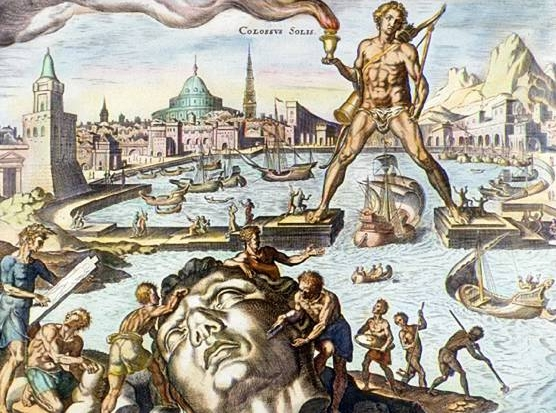
Tượng Helios, tranh khắc gỗ của Martin Heemskerck

Tượng thần Mặt Trời ở Rhodes là tượng đồng khổng lồ thể hiện vị thần mặt trời Helios - vị thần bảo hộ của thành Rhodes - đã có công giúp thành phố thoát khỏi cuộc bao vây của vua xứ Macedonia là Demetrios I Poliorcetes vào năm 305 trước Công Nguyên. Theo nhiều giả thiết được đặt tại thành phố Rhodes, thủ phủ của đảo Rhodes, Hy Lạp, tượng được xây dựng năm 280 TCN và sụp đổ trong một trận động đất vào năm 224 TCN. Tượng cao khoảng 105 foot (33 mét).

## Hải đăng Alexandria

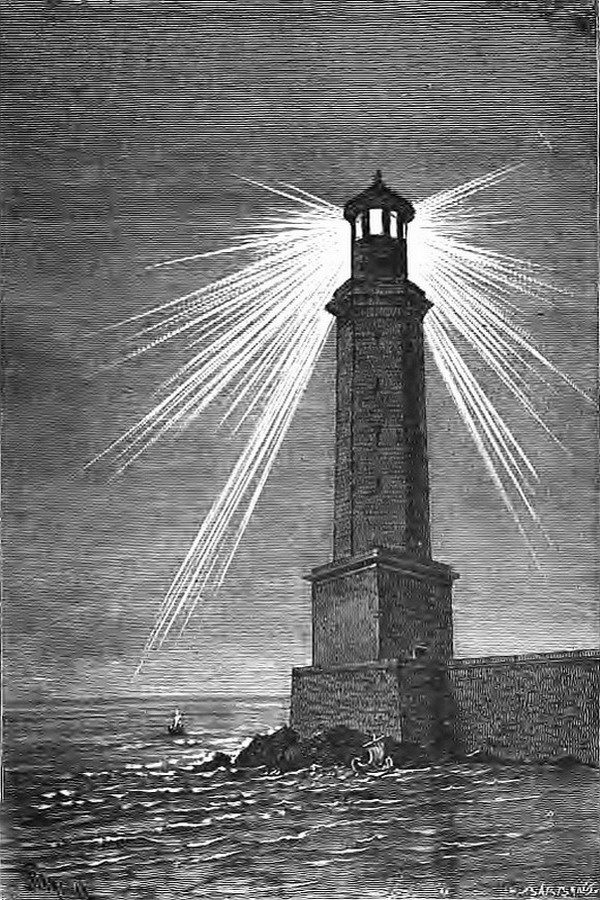
Hải đăng Alexandria

Hải đăng xây dựng dưới thời vua Ptolemy I, khánh thành khoảng năm 201 TCN dưới thời vua Ptolemy II, bị sụp đổ hoàn toàn năm 1303 trong một trận động đất nghiêm trọng. Ngoại trừ Kim tự tháp ở Giza, hải đăng là công trình cao nhất trong thế giới cổ đại. Hải đăng đặt ngay lối vào cảng Alexandria, gồm 3 tầng, chiều cao khoảng 135 m. Bậc dưới cùng hình vuông, gồm nhiều phòng cho bộ phận canh gác hải đăng thường trực, gia súc và lương thực. Lối vào được tôn cao, đi vào bằng con đường dốc bắt đầu từ phần nền bao quanh tháp. Bên trong bậc hình vuông thấp hơn là một vách tường đỡ các phần trên của hải đăng, đến được phần trên này bằng con đường dốc xoáy trôn ốc bên trong. Bậc ở giữa có hình bát giác, phía trên bậc này là phần hình tròn có tượng thần Zeus.

### Tiếng Việt
- Kì quan tại Từ điển bách khoa Việt Nam
- Cuộc bình chọn Kì quan thế giới hiện đại
- Kim tự tháp Giza
- Tượng thần Zeus ở Olympia
- Đền thờ nữ thần Artemis ở Ephesus
- Tượng người khổng lồ thành Rhodes
- Hải đăng Alexandria
- Vườn treo Babylon

### Tiếng Anh
- Seven Wonders of the World (List & Pictures) tại Encyclopædia Britannica (tiếng Anh)
  - Pyramids of Giza tại Encyclopædia Britannica (tiếng Anh)
  - Hanging Gardens of Babylon tại Encyclopædia Britannica (tiếng Anh)
  - Statue of Zeus tại Encyclopædia Britannica (tiếng Anh)
  - Temple of Artemis tại Encyclopædia Britannica (tiếng Anh)
  - Mausoleum of Halicarnassus tại Encyclopædia Britannica (tiếng Anh)
  - Colossus of Rhodes tại Encyclopædia Britannica (tiếng Anh)
  - Pharos of Alexandria tại Encyclopædia Britannica (tiếng Anh)
- Bảy kì quan thế giới cổ đại Lưu trữ ngày 6 tháng 7 năm 2007 tại Wayback Machine — dưới con mắt chuyên nghiệp của một kĩ sư xây dựng Đại học South Florida
- Bản đồ Bảy kì quan thế giới cổ đại
- Nghiên cứu về kì quan thế giới cổ đại: A Research Guide Lưu trữ ngày 11 tháng 10 năm 2004 tại Wayback Machine Parkin, Tim (Đại học Canterbury, New Zealand) - Tuyển tập sách và nguồn Internet

Những kì quan khác
- 100 kì quan Thế giới - Danh sách kì quan kiến trúc, xây dựng và thiên nhiên của Howard Hillman.
- WonderClub.com Lưu trữ ngày 8 tháng 7 năm 2007 tại Wayback Machine - bản danh sách các điều lý thú về kì quan thế giới.
- Bảy kì quan thế giới hiện đại Lưu trữ ngày 2 tháng 4 năm 2010 tại Wayback Machine theo American Society of Civil Engineers
- Seven Wonders of Chicago Danh sách kỳ quan theo Chicago Tribune.
- natural.wonders
- Kì quan thế giới dưới nước Lưu trữ ngày 21 tháng 4 năm 2009 tại Wayback Machine
- Kì quan thế giới dưới nước (2) Lưu trữ ngày 28 tháng 9 năm 2007 tại Wayback Machine